# Antonie Greve

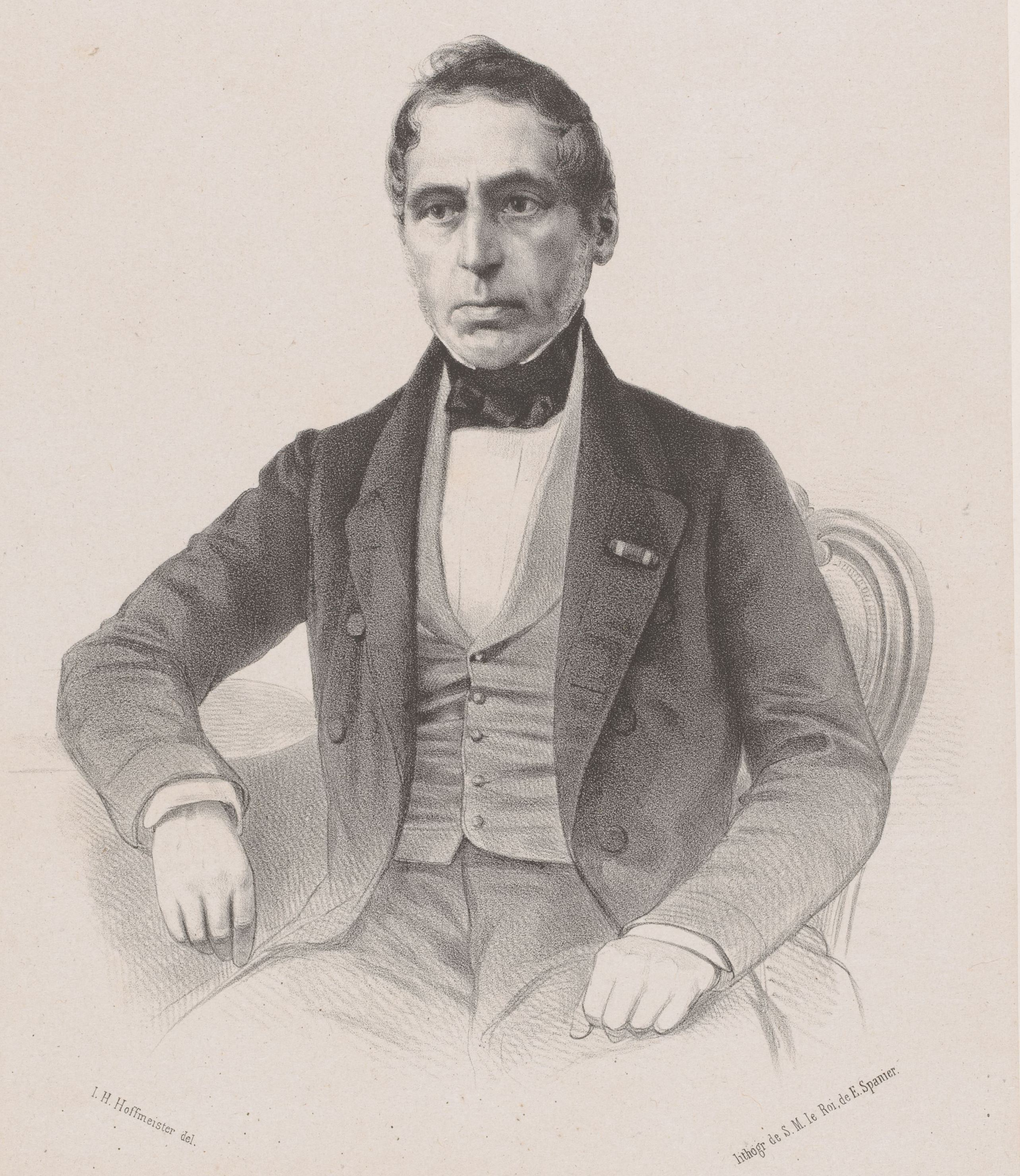
Antonie Greve op een lithografie van Johan Hendrik Hoffmeister

Antonie Greve (Werkendam, 13 november 1796 – 's-Gravenhage, 15 december 1857) was een Nederlands waterbouwkundige.

## Opleiding en eerste werkkring
Hij kreeg een technische opleiding en ging op jonge leeftijd (15 jaar) aan de slag als landmeter 2e klasse bij het kadaster in het departement Monden van de Maas (Département des Bouches-de-la-Meuse). In 1813 werd hij overgeplaatst naar het departement Ems-Oriental (Département Ems-Oriental). Na de val van Napoleon ging hij weer terug naar Holland en ging in de waterbouwkunde werken.
Na de stichting van het Koninkrijk der Nederlanden werd hij in mei 1815 benoemd tot opzichter bij de waterstaat en geplaatst bij de werken aan het Nieuwediep. Bij de daaropvolgende reorganisatie van de waterstaat werd hij door inspecteur-generaal Blanken voorgedragen voor ingenieur 2e klasse, evenals zijn ambtgenoten Abraham Caland, Arie de Geus en anderen, maar de (Zuid-Nederlandse) minister van waterstaat, Karel Joseph van Ursel, schrapte degenen die op de lijst van Blanken het laagst stonden, ten einde ook aan Zuid-Nederlandse opzichters een plaats in het ingenieurskorps te verschaffen. Bij ministeriële beschikking van 1 oktober 1817 werd hij tot conducteur van de waterstaat (een wat hogere rang binnen de klasse van opzichters) benoemd.
Toen in 1822 de gelegenheid opnieuw voor opzichters geopend werd om ingenieur te worden, was hij een degenen, die aan het examen voldeden. Hij zou ook zeker benoemd zijn, maar hij aanvaarde de benoeming niet omdat zijn salaris als conducteur hoger was dan wat hij in de laagste rang als ingenieur zou verdienen. Maar toen er eind 1825 weer een aantal plaatsen binnen het corps ingenieurs vrij kwamen werd hij benoemd tot ingenieur 2e klasse. Hij werd daardoor in de ranglijst geplaatst boven L.J.A. van der Kun en 14 anderen, die van 1822 tot 1825 van de Delftse artillerie- en genieschool waterstaatsingenieur geworden waren.

## Hellevoetsluis
Tegelijk met zijn benoeming in het korps werd Greve te Hellevoetsluis geplaatst, waar hij onder ir. de Thoméze belast werd met de aanleg van het kanaal door Voorne. Hij woonde toen in de polder Oude en Nieuwe Struiten bij Hellevoetsluis. Toen dit gereed was, werd hij met ingang van 1 oktober 1830 als arrondissements-ingenieur te Gorinchem geplaatst, waar hij tot 1837 bleef. In dat jaar werd hij overgeplaatst daar Den Haag. Zowel in zijn tijd in Gorinchem als later in Den Haag, was hij 's winters tijdens hoogwater of tijdens de toen dikwijls hevige ijsgang in Gorinchem gestationeerd. Dit duurde soms maanden. In 1841, toen het water bijzonder hoog gestegen was, heeft hij in een van de poorten van Gorinchem een rijshoutdam aan laten leggen. De majoor van de genie, die de poort in beheer had, protesteerde hiertegen, waarop Greve hem toesnauwde: "Als gij mij nog langer lastigvalt, laat ik u in den dam stoppen."
Bij de daaropvolgende organisatie van de waterstaat in 1849, werd de provinciale dienst met de Rijksdienst samengevoegd, en werd een nieuw arrondissement Den Briel opgericht. Hij moest daarom de werken van het Voorns Kanaal overdragen aan een collega. Die kon echter in Brielle geen geschikte woning vinden, dus bleven deze werken toch effectief onder Greve.
Een belangrijk project van hem in deze periode is de droogmaking van de Nootdorpsche Plassen (1130 ha). De droogmaking had plaats van 1840 tot 1844. Hierbij werden twee stoomgemalen met vijzels van 36 en 44 paardenkrachten gebouwd. Hierdoor geraakte Greve goed op de hoogte van de praktijk van stoombemaling. Daarom werd hij door de theoreticus Dr. Gerrit Simons uitgenodigd om samen een prijsvraag te beantwoorden van het Bataafsche genootschap der proefondervindelijke wijsbegeerte, over de toepassing van stoom op polderbemaling. Er werd daarbij ook gevraagd om de resultaten te vergelijken met Engels onderzoek en om aan te geven wat de optimale verhouding is tussen polderoppervlakte, opvoerhoogte en to te passen vermogen. Dit om aan te geven welke stoomgemalen het meest doelmatig zijn. Zij ontvingen voor hun antwoord, dat in 1844 werd uitgegeven, de gouden medaille. Dit werk werd nog lang door polderbesturen geraadpleegd.

## Hoofdingenieur in Zuid-Holland
Bij koninklijk besluit van 11 januari 1852 werd Greve benoemd tot hoofdingenieur. Hij werd met de provincie Zuid-Holland belast. Hier heeft hij o.a. verschillende verharde wegen, meest klinkerwegen, aangelegd.
In 1853 beantwoordde Greve een prijsvraag, ook van het Bataafs Genootschap, inzake een beschrijving van het Goereese Zeegat van zee tot de ingang van het kanaal door Voorne, en een ontwerp voor verbetering van dat vaarwater ten behoeve van de schepen, die dat kanaal kunnen bevaren. Greve ontwierp een tweetal dammen aan de mond die voldoende ver in zee liepen tot waar het diep genoeg was. Hij bleef, ook toen Pieter Caland zijn ontwerp tot doorgraving van de Hoek van Holland ingediend had, een voorstander van de verbetering van het GoereeseGat.
Greve diende in 1853 een plan in naar aanleiding van een vraag van het Koninklijk Instituut van Ingenieurs voor een ontwerp voor het kanaal van Amsterdam naar zee door Holland op zijn smalst. Het bijzondere van zijn ontwerp was, dat daarin geen golfbreker was opgenomen, zoals men destijds noodzakelijk achtte naar het voorbeeld van de situatie bij Cherbourg. Daar is een golfbreker evenwijdig aan de kust gebouwd. De havendammen van IJmuiden die na 1870 gebouwd zijn, zijn op voorstel van Jan Abel Adriaan Waldorp zeebrekers (golfbrekers) genoemd, terwijl het eigenlijk verdedigde havenhoofden waren.

## Commissiewerk
Greve was lid van verschillende commissies:
- een commissie tot onderzoek van de toestand van de Zuider Lingedijk tussen Asperen en Gorinchem en de nieuwe Zuider Lingedijk die in 1809 bij Heukelom en Asperen is aangelegd;
- een commissie door de gemeente Rotterdam in 1854 ingesteld naar aanleiding van de verzakking van een kademuur langs de Nieuwe Maas;
- een commissie tot onderzoek naar de oorzaken van de verhoogde waterspiegel op de Waal en de Merwede;
- een in 1857 door de gemeente Rotterdam ingestelde commissie tot onderzoek van een voorgestelde spoorwegverbinding tussen Rotterdam en België.

Greve was van 1847-55 lid van de raad van bestuur van het Koninklijk Instituut van Ingenieurs, en van 1851 tot zijn overlijden van de gemeenteraad van Den Haag. Als lid van de commissie van fabricage van deze gemeente heeft hij veel invloed gehad. Hij werd ook lid van de gemeentelijke commissie tot onderzoek van een ontwerp voor een haven van Scheveningen.
Hij werd in 1845 lid van het Bataafs Genootschap, in 1847 van het Provinciaal Utrechts Genootschap van Kunsten en Wetenschappen.

## Privé
Hij was de zoon van de belastinginspecteur Johan Greve. Hij trouwde in 1829 in Brielle met Margaretha Johanna Alida Haringman, dochter van een lokale belastinginspecteur. Zij kregen zeven kinderen, waarvan er enkele zeer jong overleden zijn.
- Biografisch Portaal: 92934623
- International Standard Name Identifier: 0000 0003 9328 2571
- Virtual International Authority File: 287501522